# Danubiana
Danubiana – rumuński producent opon z siedzibą w Bukareszcie. Obecnie należy do Tofan Group.

## Historia
W 1959 powstaje Uzina de Anvelope Popești-Leordeni (Fabryka opon Popești-Leordeni) a pierwsze opony opuszczają fabrykę w 1962 roku.
W 1991 roku firma zostaje przekształcona w spółkę akcyjną.
W 1995 firma zmienia swoją nazwę na Danubiana SA.
W grudniu 1995 roku Tofan Group nabywa 51% akcji Danubiana SA od państwowego funduszu własności.
12 marca 2009 - Sąd Gospodarczy Ilfov ogłasza niewypłacalność Danubiana SA.